# Luislinda Valois
Luislinda Dias de Valois Santos GCRB · GCMD (Salvador, 20 de janeiro de 1942) é uma jurista, magistrada e política brasileira. É desembargadora aposentada do Tribunal de Justiça da Bahia (TJ-BA) e foi ministra dos Direitos Humanos do Brasil.
Foi filiada ao Partido da Social Democracia Brasileira (PSDB) de 2013 até 2017 e disputou eleição para deputada federal, pela Bahia, em 2014.
Tendo ingressado na magistratura, em 1984, e se aposentado, em 2011, foi a terceira juíza negra da Bahia.

## Biografia
Filha de seu Luiz, um motorneiro de bonde e de dona Lindaura, uma passadeira e lavadeira e neta de escravo, sofreu ainda na infância o preconceito racial, circunstância que lhe inspirou a buscar a judicatura. Relata que um professor solicitou a compra de material de desenho, tendo o pai de Luislinda adquirido material precário. À vista do material, o professor teria dito: "Menina, deixe de estudar e vá aprender a fazer feijoada na casa dos brancos". Ela chorou, mas teria lhe respondido: "Vou é ser juíza e lhe prender".

## Carreira Jurídica
Estudou Teatro e Filosofia antes de se formar em Direito na Universidade Católica do Salvador (UCSAL).
Foi procuradora-geral do Departamento Nacional de Estradas de Rodagem (DNER), hoje Departamento Nacional de Infraestrutura de Transportes (DNIT), e mais tarde passou em primeiro lugar num concurso para a Advocacia-Geral da União (AGU).
Tornou-se juíza de direito em 1984, adotando o uso de colares de candomblé em suas audiências. Foi autora da primeira sentença de condenação por racismo no país, em 1993. Criou, em 2003, o projeto "Balcão de Justiça e Cidadania", para resolução de conflitos em áreas pobres de Salvador.
Em 2009, publicou o livro O negro no século XXI. Em 2011, foi promovida, por antiguidade, a desembargadora do Tribunal de Justiça da Bahia (TJ-BA), aposentando-se alguns meses depois. No mesmo ano é premiada com a Camélia da Liberdade, em reconhecimento a personalidades que promovem ações de inclusão social de afrodescendentes.

## Carreira Política

### Eleições de 2014
Em 2013, entrou na carreira política, filiando-se ao Partido da Social Democracia Brasileira (PSDB). Candidatou-se a deputada federal pela Bahia nas eleições de 2014, mas não logrou êxito. Após as eleições, Luislinda passou a ser utilizada como ícone da imagem de promoção da igualdade racial pelos tucanos, tendo em vista seu histórico na militância contra o racismo e a intolerância religiosa no Brasil. Apoiou Aécio Neves no primeiro e no segundo turno.

### Ministra dos Direitos Humanos
No Governo Michel Temer, foi indicada em junho de 2016 para ocupar a Secretaria de Promoção da Igualdade Racial, estrutura subordinada ao Ministério da Justiça. No dia 2 de fevereiro de 2017, foi anunciada ministra dos Direitos Humanos, tomando posse no cargo no dia seguinte.
A atuação de Luislinda no ministério dos Direitos Humanos serviu para melhorar a imagem do governo que, no início, não tinha nenhuma mulher e nenhuma pessoa negra ocupando ministérios. Em março de 2017, a ministra solicitou ao Supremo Tribunal Federal que todas as gestantes e mãe de filhos pequenos possam converter a prisão provisória para a prisão domiciliar, assim como foi concedida à ex-primeira dama do Rio de Janeiro, Adriana Ancelmo. Essa reivindicação elevou a popularidade da ministra perante os movimentos negros e feministas, que demandavam por tais medidas.
Ao longo da carreira, recebeu diversos prêmios, alguns relacionados aos projetos que criou.

### Desfiliação do PSDB e saída do governo
Em dezembro de 2017, Luislinda se desfiliou do PSDB por conta da evasão do partido dos ministérios do governo. Os ministros tucanos da Secretaria de Governo do Brasil e do Ministério das Cidades já haviam pedido demissão, sobrando apenas o ministro das relações exteriores, Aloysio Nunes. O PRB solicitou a ocupação do ministério por conta da falta de apoio do PSDB da Câmara nas denúncias contra o presidente. A indicação feita pelo PRB foi a da deputada federal Tia Eron, membro da bancada evangélica. Por fim, Luislinda também entregou o cargo em 19 de fevereiro de 2018, sendo sucedida pelo advogado Gustavo do Vale Rocha.

## Controvérsias

### Solicitação de acúmulo de salário
No final de outubro de 2017, Luislinda protocolou um requerimento à Casa Civil pedindo acumulação integral do salário de desembargadora aposentada, de R$ 30.471, com o de ministra, de R$ 30.934, o que totalizaria um salário mensal de R$ 61.405. Segundo a lei do teto do funcionalismo público, o salário máximo de um servidor é de R$ 33,7 mil, valor recebido pelos ministros do Supremo Tribunal Federal – por isso, seu salário à época não tinha acumulação integral, ficando no teto de R$ 33,7 mil, além dos direitos inerentes ao cargo como moradia em apartamento funcional, veículo com motorista e viagens de avião pela Força Aérea Brasileira. Na justificativa de seu requerimento, Luislinda alegou que "quem trabalha sem receber é escravo", e que o cargo lhe impõe custos como "se vestir com dignidade" e "usar maquiagem". Diante da repercussão negativa do episódio, Luislinda desistiu do requerimento no início de novembro. Apesar disso, em 2020, o STF determinou que a ex-desembargadora receba o valor de R$ 490.000,00, pela União, por abate do teto constitucional.

### Preta, pobre e da periferia
Em novembro de 2017, Luislinda usou a referência de "preta, pobre e da periferia" para se descrever em um evento no Rio de Janeiro onde anunciaria o investimento de 157 milhões nos programas sociais do estado. Porém, a repercussão deu-se de forma negativa, pois há menos de um mês a ministra reivindicou um salário de R$ 61.405, acumulando aposentadoria e salário de ministra, além de ter um padrão de vida luxuoso por ter sido juíza e desembargadora.

### Primeira juíza negra do Brasil
Luislinda entrou para a magistratura em 1984. Sendo assim, a repercussão de ter sido a primeira juíza negra do Brasil serviu de promoção para a imagem do governo federal. No entanto, uma magistrada aposentada chamada Mary de Aguiar Silva reclamou o título para si, pois seu ingresso na magistratura ocorreu em 1962. Em 2010, o TJ-BA fez uma sessão solene para homenagear as magistradas negras do Estado e Luislinda aparecia como a terceira na cronologia. Apesar do evento, Luislinda continuou usando o título de primeira juíza negra em programas de televisão, além de ter usado tal título para fazer propaganda do governo da Bahia em 2013 e no Planalto como ministra.